# ジェームズ・アブレズク
ジェームズ・ジョージ・アブレズク（英語：James George Abourezk、1931年2月24日 - 2023年2月24日）は、アメリカ合衆国の政治家。所属政党は民主党。 連邦上院議員(1期)、連邦下院議員(1期)。宗教はシリア正教会。
インディアン居留地で育ったことから、インディアン通の上院議員として注目され、1978年インディアン児童福祉法の制定に尽力した。また、レバノン系アメリカ人2世で、史上初のアラブ系上院議員かつ史上3例目のアラブ系連邦議会議員である。

## 経歴・人物
ジェームズ・ジョージ・アブレズクは、レバノン系アメリカ人2世としてサウスダコタ州ウッドで生まれた。父チャールズ・アブレズクはオスマン帝国シリア州（現レバノン領）エル・クフィール（El Kfeir）村の出身で、単身で渡米して雑貨店の経営者となり、ウッド市長にまで上り詰めた。
アブレズクはウッドで幼少期を過ごし、1948年にアメリカ海軍に入隊すると、朝鮮戦争に参加。1961年にサウスダコタ鉱山技術学校で土木工学の学士号を取得して卒業。一時期土木技師として働いていたが、サウスダコタ大学ロースクールに入学した。1966年に法務博士（専門職）を取得して卒業すると、ラピッドシティで弁護士として活動した。1968年にサウスダコタ州の司法長官に立候補してゴードン・マイドランドに敗れたが、1970年には連邦下院議員選挙に出馬し、共和党のフレッド・ブレディを約4,000票の差で破って当選を果たした。アラブ系アメリカ人が連邦議会議員になるのは史上3例目のことであった。1972年選挙では連邦上院議員選挙に鞍替え出馬し、共和党のロバート・ヒルシュを破って当選。アラブ系アメリカ人が連邦上院議員として選出されるのは史上初のことであった。1974年、雑誌『TIME』はアブレズクを「未来の顔200人」の一人に選出している。
上院議員時代には内務委員会のインディアン問題小委員会に所属し、ウンデッド・ニー占拠事件ではアメリカ・インディアン運動と交渉に当たった。また、アメリカ先住民政策審査委員会の創設にも関わっている。その後、1978年選挙に出馬せずに任期満了で議員を引退した。後任には共和党のラリー・プレスラーが就任したが、彼とは長年の政治的確執があったとされる。引退後はスーフォールズで弁護士、文筆家として活動していた。
2023年2月24日、92歳の誕生日の日に死去。

## 政策
アブレズクはリベラルであり、小規模農家やアメリカ先住民など立場の弱い人々を擁護してきた。

### インディアン政策
アブレズクが生まれたウッズは、1930年代当時スー族の居留地（ローズバッド居留地）内にあったため、一家はスー族と深く関わりを持っていた。チャールズが妻レナをレバノンから呼び寄せたときには、アメリカ先住民たちが歓迎の宴を開いてくれたという。こうした家庭環境と故郷の立地からインディアン通として知られていた。
1978年にはインディアンの子供と家族を守る「1978年インディアン児童福祉法（ICWA）」（1978年）の制定に尽力した。19世紀後半から20世紀前半のアメリカ社会では、児童虐待やネグレクトは法的罰則よりも養子縁組という社会手段による解決が望ましいとされていた。しかし、児童虐待などの基準は白人キリスト教社会に基づくものであり、インディアンの家族制度は考慮されていなかった。インディアンにとって育児とは部族単位で行うものであって、親類に子供を預けることはごく自然なことであったが、白人のソーシャルワーカーによってこれが育児放棄であると見做されたのである。また、インディアン部族は貧困に喘いでいたため、多くのインディアンの子どもが「生活必需品を奪われた子ども（children deprived of the necessities of life）」の状態にあるとされた。インディアンの子どもたちは、連邦政府から支援を受けたソーシャルワーカーや宣教師らによって、救済を名目に親と引き離され、白人などの非インディアン家庭に養子に出されたり、施設に預けられたりしていた。これは子供たちの文化を奪い、部族の存続を脅かすものであった。1974年にNPOのアメリカ・インディアン問題協会がインディアン問題小委員会に報告した調査によれば、全インディアン児童の25%から35％が親から引き離されていたとされている。アブレズクの選挙区であるサウスダコタ州においても、州による養子縁組のうち4割がインディアン児童によるものだった。しかし、アブレズクがスポンサーとなったICWAの制定によって、先住民児童の保護監督権の移動において部族裁判所の管轄権を優先することなどが定められ、いきすぎた養子縁組に一定の歯止めがかけられることになった。

### アラブ系アメリカ人の擁護者
1980年に政界を離れたアブレズクは、アラブ系アメリカ人に対する偏見と差別をなくすべく、公民権団体「American-Arab Anti-Discrimination Committee」を設立した。チュニジアのパレスチナ解放機構本部がイスラエル空軍によって襲撃された際には（木の脚作戦）、イスラエルを批判。アメリカはイスラエルへの軍事的・経済的援助を打ち切り、イスラエルに対する国連制裁を行うべきだと主張した。
2007年、アブレズクはヒズボラが出資するレバノンのテレビ局アルマナールTVに出演した。このインタビューでアブレズクは、アメリカ合衆国においてはテロ組織とされるヒズボラやハマスをレジスタンスの戦士と評し、9.11テロを実行したテロリストはシオニストと協力しており、シオニストがロビー活動を通じてアメリカ議会を支配していると述べている。一方、クリーブランド・イディッシュ・ニュースでコラムニストのベン・コーヘンは、反ユダヤ主義的な政治家の一人として、ムスリム女性初の下院議員イルハン・オマルやユダヤ系団体のロビー活動と対決していたポール・フィンドリーとともに、アブレズクの名前を挙げている。

## 出版物

### 単著
- Advise and Dissent　（1989年）
- Memoirs of South Dakota and the U.S. Senate（ISBN 1-55652-066-2）

### 共著
- James G. Abourezk & Hyman Bookbinder, Through Different Eyes: Two Leading Americans - a Jew and an Arab - Debate U. S. Policy in the Middle East（1987年、ISBN 0917561392）